# مركز اجتماعي

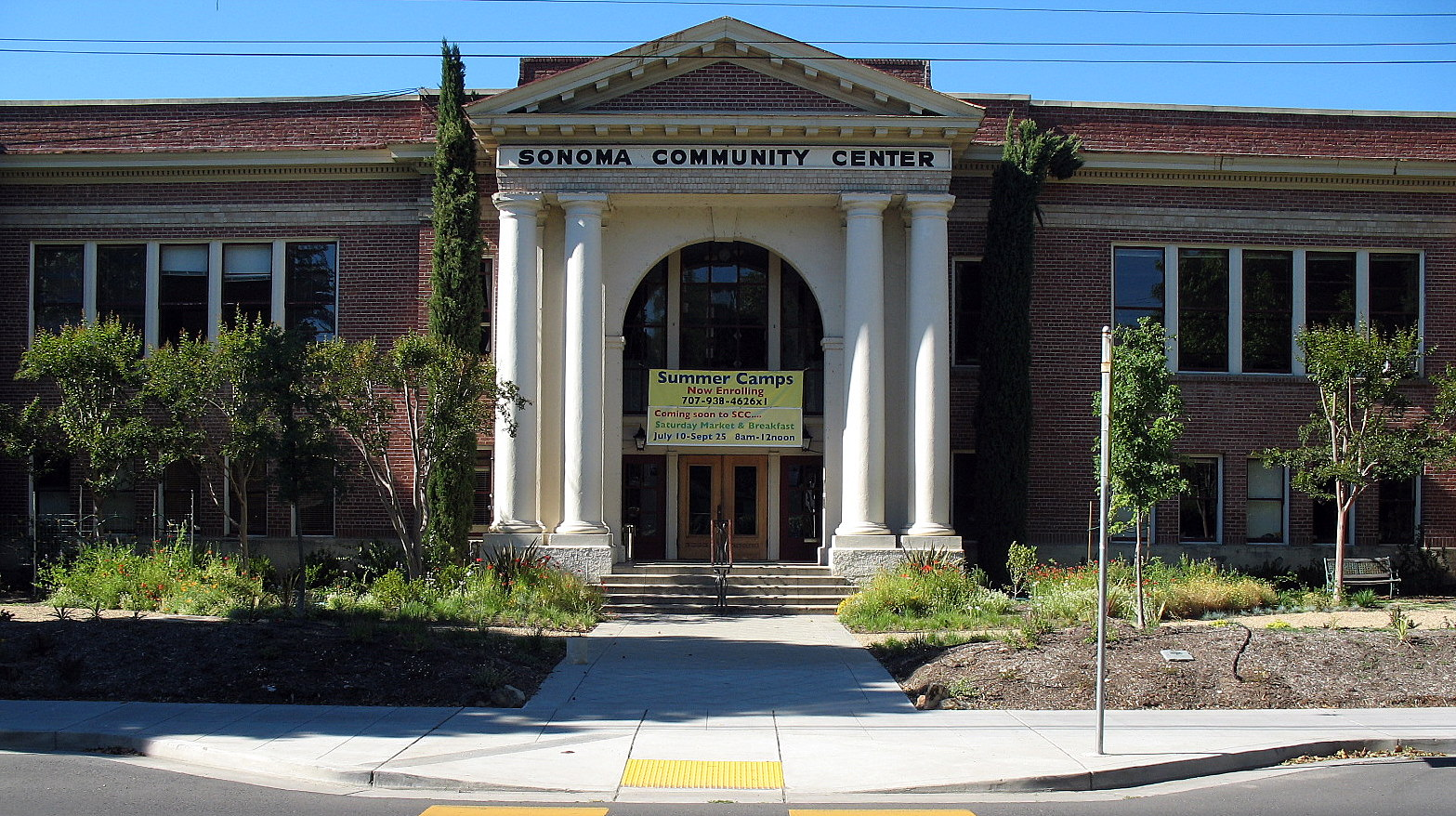

المركز الاجتماعي أو المركز المجتمعي هي أماكن عامة يميل فيها أفراد المجتمع إلى التجمع من أجل أنشطة جماعية، دعم اجتماعي، ومعلومات عامة، وأغراض أخرى. وقد تكون أحيانا مفتوحة للمجتمع ككل أو لمجموعة متخصصة داخل المجتمع الأكبر. ومن الأمثلة على المراكز المجتمعية لمجموعات محددة: المراكز المجتمعية المسيحية، ومراكز المجتمع الإسلامي، والمراكز المجتمعية اليهودية، ونوادي الشباب إلخ. ومراكز التنمية الاجتماعية بالسعودية.